# Leo Kouwenhoven
Leo Kouwenhoven (né le 10 décembre 1963) est un physicien néerlandais connu pour ses recherches sur l'informatique quantique.

## Biographie
Kouwenhoven grandit à Pijnacker, un village près de Delft, où ses parents exploitent une ferme. Après avoir perdu la loterie d'admission pour la médecine vétérinaire, il décide d'étudier la physique à l'Université de technologie de Delft (TU Delft).
En 1992, il obtient son doctorat avec distinction à la TU Delft sous la direction d'Hans Mooij (de). En 1999, il devient professeur à la TU Delft. En 2007, il reçoit le prix Spinoza, la plus haute distinction universitaire néerlandaise. En avril 2012, son groupe de recherche TU Delft présente des résultats expérimentaux qui fournissent des "signatures" potentielles de quasi-particules de fermion de Majorana. Ces quasi-particules de Majorana seraient très stables, et donc adaptées à la construction d'un ordinateur quantique.
En 2018, son groupe de recherche affirme avoir prouvé l'existence définitive des particules de Majorana dans une publication Nature. Cependant, les résultats n'ont pas pu être reproduits par d'autres scientifiques, et l'article est retiré en 2021 en raison d'une "rigueur scientifique insuffisante",,,. Les chercheurs avaient exclu les points de données qui contredisaient leurs affirmations, les données complètes ne soutenant pas leurs conclusions.
Kouwenhoven a six sœurs et est marié à Marleen Huysman, professeur à l'Université libre d'Amsterdam.